# جان اس. هرینگتون
جان اس. هرینگتون (انگلیسی: John S. Herrington؛ زادهٔ ۳۱ مهٔ ۱۹۳۹) یک سیاست‌مدار اهل ایالات متحده آمریکا است.